# Science-Fiction-Jahr 1935
Übersicht

◄◄ | ◄ | 1931 | 1932 | 1933 | 1934 | Science-Fiction-Jahr 1935 | 1936 | 1937 | 1938 | 1939 | ► | ►►

Weitere Ereignisse

## Neuerscheinungen Filme
| Deutscher Titel      | Deutschsprachiges Erscheinungsjahr | Originaltitel                             | Regie                         | Anmerkungen                                                                                         |
| -------------------- | ---------------------------------- | ----------------------------------------- | ----------------------------- | --------------------------------------------------------------------------------------------------- |
| Frankensteins Braut  | 1970                               | Bride of Frankenstein                     | James Whale                   | 1998 Aufnahme in National Film Registry                                                             |
| Mad Love             |                                    | Mad Love                                  | Karl Freund                   | Mad Love war Peter Lorres Hollywood-Debüt                                                           |
| The Fighting Marines |                                    | The Fighting Marines                      | B. Reeves Eason & Joseph Kane | 12-teiliges Kinoserial                                                                              |
| Phantom-Reiter       | 1952                               | The Phantom Empire                        | Otto Brower & B. Reeves Eason | der erste Western-Science-Fiction-Film der Filmgeschichte. Ursprünglich ein 12-teiliges Kinoserial. |
|                      |                                    | russisch Аероград, transkribiert Aerograd | Oleksandr Dowschenko          | |
|                      |                                    | Air Hawks                                 | Albert Rogell                 | |
|                      |                                    | The Lost City                             | Harry Revier                  | |
|                      |                                    | El misterio del rostro pálido             | Juan Bustillo Oro             | |
|                      |                                    | Super-Speed                               | Lambert Hillyer               | |
|                      |                                    | The Tunnel                                | Maurice Elvey                 | |

## Neuerscheinungen Fernsehserien
| Deutscher Titel    | gesendet | Originaltitel      | Episoden | Staffeln | Anmerkungen |
| ------------------ | -------- | ------------------ | -------- | -------- | ----------- |
| The Phantom Creeps | 1935     | The Phantom Creeps | 12       | 1        |             |

## Neuerscheinungen Heftserien
- Jan Mayen, 1935–???

## Geboren
- Otakar Chaloupka
- Erich von Däniken
- Terrance Dicks († 2019)
- Hermann Ebeling († 2018)
- R. Lionel Fanthorpe
- Arnold Federbush († 1993)
- Sheila Finch
- Wladimir W. Grigorjew
- Isidore Haiblum († 2012)
- Per Christian Jersild
- Vincent King († 2000)
- Sarah Kirsch († 2013)
- Olga Larionowa († 2023)
- Richard A. Lupoff († 2020)
- Jack McDevitt
- Kenzaburō Ōe († 2023)
- Jeremei Parnow († 2009)
- Tom Reamy († 1977)
- Keith Roberts († 2000)
- Josephine Saxton
- Charles Sheffield († 2002)
- Robert Silverberg
- D. M. Thomas († 2023)
- Manfred Wegener († 1999)
- Charlotte Winheller, († 1995)
- Karl von Wetzky († 2001)
- Paul O. Williams († 2009)

## Gestorben
- Joseph Delmont (Pseudonym von Josef Pollak; * 1873)
- Robert Fuchs-Liska (* 1870)
- Ferdinand Grautoff (* 1871)
- Max Möller (* 1854)
- Robert Saudek (* 1880)
- Amanda Sonnenfeld (Pseudonym: Amanda Sonnenfels; * 1868)
- Kurt Tucholsky (* 1890)
- Stanley G. Weinbaum (* 1902)
- Konstantin Eduardowitsch Ziolkowski (* 1857)